# Pierre Fayard
Pierre Fayard é doutor em ciências da informação e da comunicação pela Universidade de Grenoble (França), onde defende em 1987 uma tese sobre as mutações da comunicação pública das ciências e das técnicas, depoes de sete anos como jornalista cientifico.
Desde 2016, Professor emérito da Universidade de Poitiers, França.
2016 Fev. / Avril, laureado da Catedra Franco-Paulista, FEA, USP. 
2012 / 2016. Professor titular no Instituto de Administraçao de Empresa, Universidade de Poitiers, França.
2008 / 2012. Consejero Cultural de Cooperação na Embaxada da França em Peru.
2004 / 2008. Diretor Geral do Centro franco-brasileiro de Documentação Técnica e Cientifica (CenDoTeC - ), Cidade Universitária, São Paulo.
1989 / 2004. Presidente-fundador da rede internacional PCST, Public Communication of Science & Technology, é membro do comitê científico das conferências internacionais de Madri, Montreal, Melbourne, Berlim, Genebra, Cidade do Cabo, Barcelona, Beijing e Seul.
1994  / 2001. Inicio a criação do primeiro Mestrado Profissional francês em Inteligência Econômica, que dirige entre 1998 e 2001 e onde ensinava a abordagem comparada das culturas da estratégia.
Em 1988 / 2004. Integra-se à Universidade de Poitiers como professor, e participa da criação do Laboratório de Pesquisa em Comunicação e Informação Científica e Técnica (LABCIS), dirigindo-o entre 1993 e 2004.
Foi professor visitante nas universidades espanolas de Salamanca y Pompeu Fabra (Barcelona), Universidad Nacional de México, Univalle de Cali (Colombia), Universidad de Buenos Aires (Argentina), Universidade Metodista de Sao Paulo, Universidade de Caxias do Sul, USP (SP), Universidade Federal do Rio Grande do Sul e Unisinos (Porto Alegre), UNI-Facef (SP), Univali (SC) e UFBA (BA)
Aikidoka 4° dan , .

## Lineas de pesquisa
Inteligencia cultural da estrategia, 2012...
A influencia da cultura na gestão do conhecimento, 2001...
O aiki-management, sobe a aplicação dos princípios do aikido à gestão, 2008...
As relaçoes entre estrategia e sedução a partir da abordagem chinês da estrategia (Sun Tzu), 2006 - 2009.
O caminho japonês da criação do conhecimento, 2001 - 2005.
Inteligência estratégica: Abordagem comparativo das culturas da estratégia, 1995....
Inteligência econômica: A estratégia internacional do tecnoglobalismo japonês, 1995 - 1997.
A renovação das praticas de comunicação publica da ciência (análise comparativa internacional), 1989 - 1995.
A comunicação em situação de crise, 1993 - 1995. 
Analise comparativo dos suplementos científicos de vinte jornais cotidianos de referencia de oito países europeus, 1990 - 1993. 
Analise comparativo da cobertura da catástrofe de Chernobyl por doze jornais cotidianos de referencia de seis países, 1989 - 1992.
A renovação da comunicação publica da ciência na França, 1984 - 1989.

## Livros em português
Doze traduçoes: Argentina, China, Italia, Mexico, Portugal e Rumenia.
DOZE ESTRATEGIAS PARA SEDUZIR. A seduçao no cinema. Lisboa, Escolar Editora 2018. Decklei (Goias) para distribuçao no Brasil.
SUN TZU. ESTRATEGIA E SEDUCAO. Lisboa. Escolar Editora 2011.
O CAMINHO INOVADOR JAPONÊS DA GESTAO DO CONHECIMENTO. Porto Alegre (RS). Bookman, 2009.
COMPREENDER E APLICAR SUN TZU. O pensamento estratégico japonês: uma sabedoria em açao. Porto Alegre (RS). Bookman 2006.
O JOGO DA INTERACAO. Informaçao e comunicaçao na estratégia. Caxias do Sul (UCS). EDUCS 2000.
Outros em francês
Poitiers / La Sirène du Clain. Barcelone / Le Portier du Palace. Tokyo / La Maitrise du Pinceau (contos). Edilivres, Paris oct. 2017.
Vacuum. La fée à l'envers (conto). ÉLP Éditeurs, Montréal 2015: http://www.elpediteur.com/auteurs/fayard_pi/2015_vacuum.html
La force du paradoxe. En faire une stratégie ? Com Éric Blondeau. Dunod, Paris 2014: http://www.dunod.com/entreprise-economie/entreprise-et-management/essais-et-documents-en-entreprise/la-force-du-paradoxe
L'Affaire Manga 3D (thriller). Néowood Éditions, Paris 2014: https://web.archive.org/web/20150525141600/http://www.neowood-editions.com/categories/ebook-pol-art/affaire-manga-3d.html
Le Tournoi des dupes (conto de estratégia). Paris, L'Harmattan, 1997 
Cultura cientifica: Desafios, avec Vogt C. (org.), São Paulo, EDUSP – FAPESP, 200 
La communicación pública de la ciencia. Hacia la sociedad del conocimiento, Mexico, UNAM, 2005 
Fusion Chaude. Des innovations dans la communication publique des sciences et des techniques. Poitiers, L'Actualité, 1995 
Sciences aux Quotidiens, l'information scientifique dans la presse quotidienne européenne. Nice, Z'Éditions, 1993. 
La Communication scientifique publique, de la vulgarisation à la médiatisation. Lyon, La Chronique Sociale, 1988. .

## Outros links
Perfil Pierre Fayard em RESEARCH GATE (2015):  https://www.researchgate.net/profile/Pierre_Fayard
Blog "LA STRATÉGIE DANS SES CULTURES ET SES FICTIONS" (2015): https://web.archive.org/web/20170922162545/http://pmfayard.com/
Entrevista on line: LA FORCE DU PARADOXE. En faire une stratégie ? (2014): http://www.veillemag.com/La-force-du-paradoxe-En-faire-une-strategie_a2461.html
Conferencia on line: COMPRENDRE ET APPLIQUER SUN TZU (2012): site Darketing + Pierre Fayard 
Conferencia on line: L'APPORT DE SUN TZU DANS LA PENSÉE STRATÉGIQUE MODERNE (2011): http://tv.aege.fr/2011/11/l’apport-de-sun-tzu-dans-la-pensee-strategique-moderne-pierre-fayard/
Blog Dunod dos livros de Pierre Fayard: http://www.comprendreetappliquersuntzu.com 
O CAMINHO JAPONÊS DE GESTAO DO CONHECIMENTO, artigo em Nikkeypedia: http://nikkeypedia.org.br/index.php?title=Gestao_de_conhecimento 